# Robert Hundar
Claudio Undari, mais conhecido por Robert Hundar (Partanna, 12 de janeiro de 1935 – Roma, 12 de maio de 2008) foi um ator italiano.